# Emory Douglas
Pour les articles homonymes, voir Douglas.
Emory Douglas (Grand Rapids, 1943) est un artiste graphique américain, qui s'exprime principalement au moyen du graphisme, de la peinture, du collage et du dessin. 
Il a été membre du Black Panther Party de 1967 à sa dissolution dans les années 1980. En tant qu'artiste révolutionnaire et ministre de la culture du Black Panther Party, Douglas a créé une iconographie représentant l'oppression des Noirs américains.

## Biographie

### Jeunesse et formation
Emory Douglas naît à Grand Rapids (Michigan) le 24 mai 1943. À l'âge de huit ans, il déménage à San Francisco, en Californie. Cinq and plus tard, il est condamné à 15 mois à la Youth Training School d'Ontario, en Californie, où il travaille dans l'atelier d'impression de l'établissement correctionnel pour mineurs et a appris les bases de l'impression commerciale.
En 1960, Douglas étudie le graphisme au City College de San Francisco. Il y rejoint l'association des étudiants noirs du collège et travaille en étroite collaboration avec Amiri Baraka, une voix du Black Arts Movement (« mouvement des arts noirs »), pour concevoir des décors de théâtre.

### Carrière

#### Black Panther Party
Emory Douglas demande à rejoindre le Black Panther Party (BPP, « Parti de la panthère noire ») en 1967 après avoir rencontré les cofondateurs Huey P. Newton et Bobby Seale à la Black House (« Maison noire »), un centre politique et culturel de San Francisco créé par l'auteur Eldridge Cleaver, le dramaturge Ed Bullins (en) et Willie Dale,:

« J'ai été attiré par le Black Panther Party en raison de son attachement à l'autodéfense. Le mouvement des droits civiques dirigé par le Dr King m'a rebuté à l'époque, car la protestation non violente n'avait aucun attrait pour moi. Et bien que les rébellions de Watts, Detroit et Newark n'aient pas été bien organisées, elles ont fait appel à ma nature. Je pouvais m'identifier à eux. »

— Emory Douglas

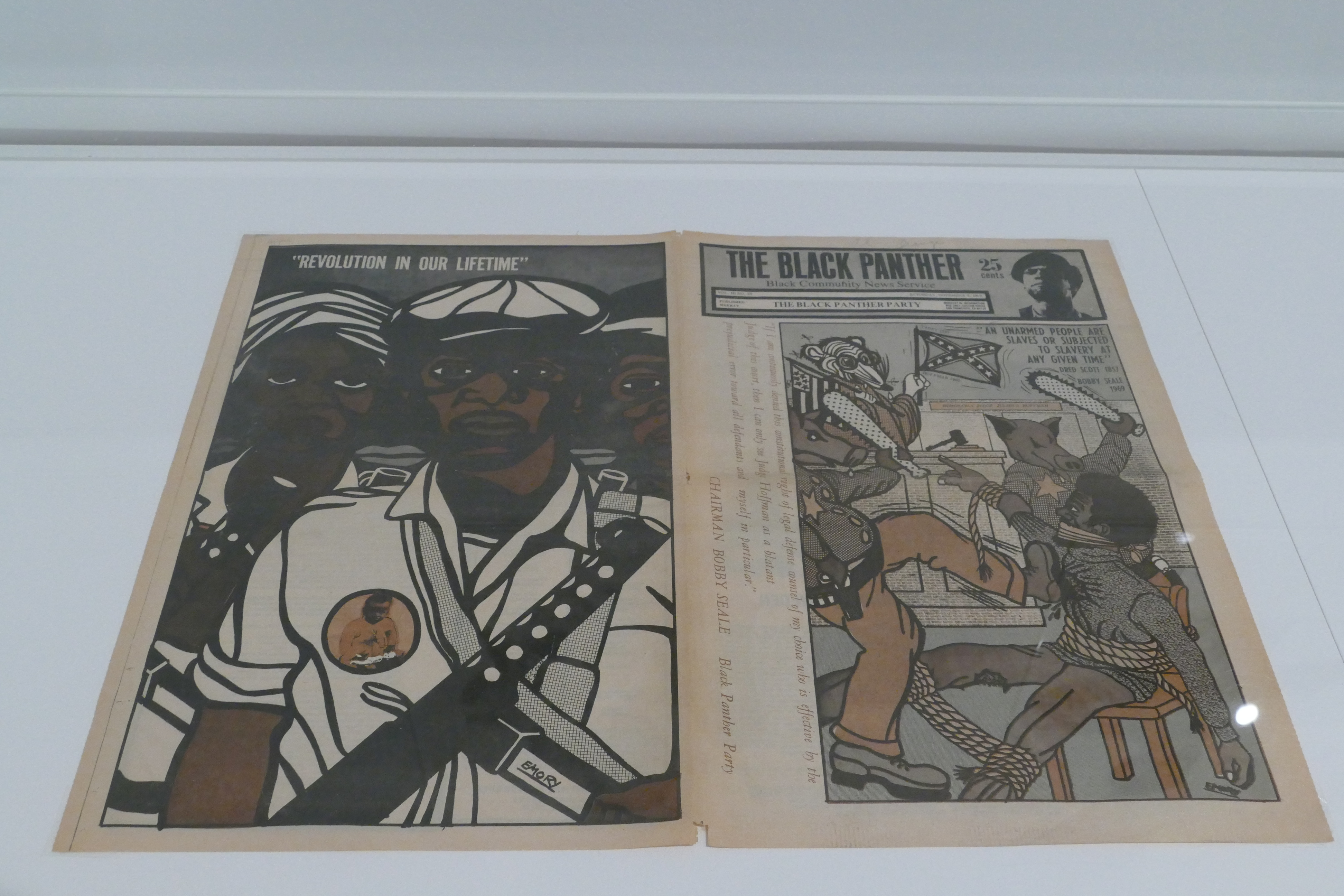
Couverture du journal du Black Panther Party.

Lors d'une discussion sur le journal The Black Panther, anciennement connu sous le nom de Black Panther Community News Service (« Service d'information à la communauté Black Panther »), Douglas propose aux cofondateurs du BPP d'améliorer l'apparence du journal.
Douglas devient l'artiste révolutionnaire et le ministre de la culture du BPP en 1967. Il redessine The Black Panther et la fait passer à la rotative, qui permet une impression et des graphiques en couleur. C'est là que Douglas développe des images emblématiques qui ont fait la marque du BPP : la représentation de policiers sous forme de porcs ensanglantés ou pendus, en guise de protestation contre la brutalité policière à l'égard des Afro-Américains, et une imagerie conforme au programme en dix points du parti,. Douglas a illustré les services sociaux et les logements décents du BPP. En outre, Douglas a aligné le BPP sur les « luttes de libération du tiers monde » et les mouvements anticapitalistes dans l'édition du 3 janvier 1970, qui montre un cochon empalé vêtu d'un drapeau américain avec des fusils pointés sur lui, disant des choses comme « Sortez du ghetto » et « Sortez d'Afrique ».
En 1970, le BPP change de position et met l'accent sur les programmes de survie plutôt que sur la violence. Les images de Douglas changent également, montrant des Afro-Américains recevant de la nourriture et des vêtements gratuits. Ils font la promotion de programmes de petits déjeuners gratuits, de cliniques de santé gratuites, d'aide juridique gratuite, entre autres choses. Ces programmes sont alors considérés comme faisant partie de leur tactique révolutionnaire. En réponse, le FBI réprime davantage la cause, jusqu'à ce qu'il y mette inévitablement fin en 1982. Cependant, leur idéologie a perduré jusqu'à nos jours.

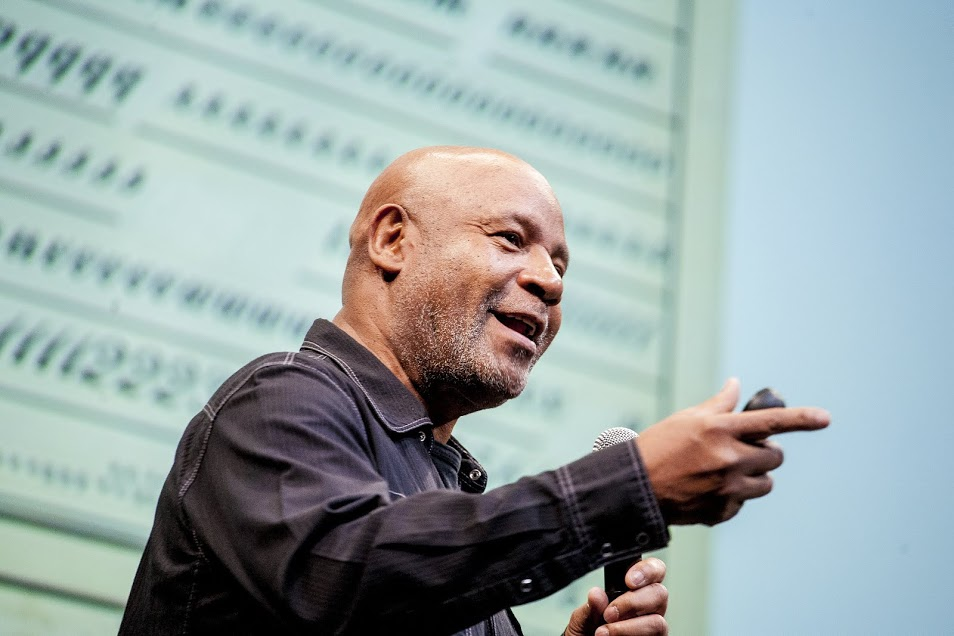
Emory Douglas à Typo San Francisco 2014 présentant ses dessins pour le journal Black Panther.

En 2007, la journaliste du San Francisco Chronicle, Jessica Werner Zack, a écrit qu'« il a créé l'image militante-chic des Panthères des décennies avant que le concept ne devienne courant. Il s'est servi de la popularité du journal (le tirage approchait les 400 000 exemplaires à son apogée en 1970) pour inciter les personnes privées de leurs droits à l'action, en dépeignant les pauvres avec une véritable empathie, non pas comme des victimes, mais comme des personnes indignées, sans reproche et prêtes à se battre. »
En plus du papier, Douglas conçoit des cartes postales, des tracts d'événements et des affiches qui doivent servir de tactiques de recrutement ainsi que de méthode de diffusion de l'idéologie du BPP et donner l'impression que la cause bénéficie d'un soutien massif. Douglas se souvient : « Après un certain temps, il m'est apparu que vous devez dessiner d'une manière que même un enfant peut comprendre pour atteindre votre public le plus large sans perdre la substance ou la perspicacité de ce qui est représenté. »

#### Activismes postérieurs
Emory Douglas s'inspire beaucoup des luttes du tiers monde et utilise l'art comme principale méthode de propagande et de sensibilisation. Ses graphismes servent à promouvoir les idéologies du parti, qui s'inspirent de la rhétorique de figures révolutionnaires telles que Malcolm X et Che Guevara. Ses images, souvent très graphiques, visent à promouvoir et à renforcer la résistance des Noirs dans l'espoir de déclencher une révolution pour mettre fin aux mauvais traitements institutionnels infligés aux Afro-Américains.
Après la disparition du journal The Black Panther, Douglas travaille au journal San Francisco Sun Reporter, orienté vers la communauté noire, pendant plus de 30 ans. Il continue à créer des œuvres militantes, et ses œuvres sont restées pertinentes, selon Greg Morozumi, directeur artistique de l'EastSide Arts Alliance à Oakland, en Californie : « Plutôt que de renforcer l'impasse culturelle de la nostalgie « post-moderne », l'inspiration de son art soulève la possibilité de rébellion et de création d'une nouvelle culture révolutionnaire. »

### Dernières années et reconnaissance
En 2006, l'artiste et conservateur Sam Durant (en) a publié une monographie complète sur l'œuvre de Douglas, Black Panther : The Revolutionary Art of Emory Douglas, avec des collaborateurs tels que Danny Glover, Kathleen Cleaver, St. Clair Bourne (en), Colette Gaiter (professeure à l'université du Delaware), Greg Morozumi et Sonia Sanchez. Après la publication de la monographie, Douglas a eu des expositions rétrospectives au musée d'Art contemporain de Los Angeles (2007-2008) et au New Museum of Contemporary Art de New York. Depuis la réintroduction de ses premières œuvres auprès de nouveaux publics, il continue à créer de nouvelles œuvres, à exposer et à interagir avec le public dans des cadres formels et informels dans le monde entier. Parmi ses expositions et visites internationales, citons Urbis, Manchester (2008) ; la triennale d'Auckland ; une collaboration avec Richard Bell à Brisbane (2011) ; au Chiapas ; et à Lisbonne (2011).
Colette Gaiter écrit :

« Douglas était l'agitateur graphique le plus prolifique et le plus persistant des mouvements américains du Black Power. Douglas a profondément compris le pouvoir des images dans la communication des idées [...] Les technologies d'impression peu coûteuses — y compris les photostats et les caractères d'imprimerie, les textures et les motifs — ont rendu possible la publication d'un journal hebdomadaire tabloïd en deux couleurs, fortement illustré. Les valeurs de production graphique associées à la publicité séduisante et au gaspillage dans une société décadente sont devenues des armes de la révolution. Sur le plan technique, Douglas collait et recollait des dessins et des photographies, réalisant des figures graphiques avec peu de budget et encore moins de temps. Son style d'illustration distinctif se caractérise par d'épais contours noirs (plus faciles à piéger) et des combinaisons ingénieuses de teintes et de textures. Sur le plan conceptuel, les images de Douglas avaient deux objectifs : premièrement, illustrer les conditions qui rendaient la révolution nécessaire et, deuxièmement, construire une mythologie visuelle du pouvoir pour les personnes qui se sentaient impuissantes et victimes. La plupart des médias populaires représentent les classes moyennes et supérieures comme étant « normales ». Douglas était le Norman Rockwell du ghetto, se concentrant sur les pauvres et les opprimés. S'écartant du style WPA/social-réaliste de représentation des pauvres, qui peut être perçu comme voyeuriste et condescendant, les dessins énergiques de Douglas témoignent de respect et d'affection. Il a préservé la dignité des pauvres tout en illustrant graphiquement des situations difficiles. »

Douglas reçoit en 2015 l'AIGA Medal, décernée par l'American Institute of Graphic Arts (en) et est fait docteur honoraire en beaux-arts du San Francisco Art Institute en 2019.
Douglas est aujourd'hui à la retraite mais travaille en indépendant sur des sujets tels que les crimes entre Noirs et le complexe industriel carcéral. Ses travaux les plus récents mettent en scène des enfants. Il estime qu'il doit continuer à éduquer à travers son travail,.